# Inglewhite
Inglewhite – wieś w Anglii, w hrabstwie Lancashire, w dystrykcie Preston. Leży 53 km na północny zachód od miasta Manchester i 313 km na północny zachód od Londynu.